# Уй (приток Тобола)
Уй (баш. МФА: Уйо файле; каз. Үй) — река, левый приток реки Тобол. Бассейн Северного Ледовитого океана. Протекает по территории России и Казахстана.

## Географические сведения
Длина реки — 462 км. Площадь бассейна — 34,4 тыс. км². Высота устья — 90 м над уровнем моря. Высота истока — около 650 м над уровнем моря. В бассейне расположено много бессточных озёр. Питание преимущественно снеговое. Половодье — в апреле-мае. Замерзает в ноябре, вскрывается в апреле. Течёт на восток по Башкортостану, Челябинской и Курганской областям, по границе с Костанайской областью Казахстана.

### Исток и устье
Уй берёт начало в Башкортостане у подножья хребта Алабия. Протекает у горы Уйташ. Уй впадает в Тобол вблизи села Усть-Уйское Курганской области.

### Ландшафт
Побережья Уя местами покрыты лесами, промежутки между которыми носят характер солонцов, вследствие чего они пригодны только для пастбищ и для сенокошения, а там, где солонцеватость почвы выражена менее резко (подсолонки), попадаются и пашни. Рельеф в верховьях — горный, ниже села Уйское — равнинный. После города Троицка у реки появляются рукава, которые, сливаясь, образуют острова. На Уе много порогов.

### Населённые пункты
На реке расположен посёлок Комсомольск, село Тунгатарово и деревня Старомуйнаково в Башкортостане, деревня Аминево, посёлок Крутоярский, село Уйское и город Троицк Челябинской области, ж.-д. станция Золотая Сопка, село Усть-Уйское, пос. Скалистый, Крохалева Целинного района Курганской области, казахстанские сёла Косарал, Белояровка и Уйское Фёдоровского района Костанайской области.

### Районы
Река протекает по территории Учалинского района Башкортостана, Уйского, Пластовского, Троицкого и Октябрьского районов Челябинской области, Целинному району Курганской области, а также по северной границе Карабалыкского и Фёдоровского районов Костанайской области Казахстана.

## Хозяйственное использование
В ходе строительства Троицкой ГРЭС было сооружено крупное Троицкое водохранилище и водоснабжающие станцию тепловые каналы. В верховьях реки построены пруды и плотины для водоснабжения прилегающих сёл. Близ реки находятся несколько песчаных карьеров.

## Данные водного реестра
По данным государственного водного реестра России относится к Иртышскому бассейновому округу, водохозяйственный участок реки — Тобол от истока до впадения реки Уй, без реки Увелька, речной подбассейн реки — Тобол. Речной бассейн реки — Иртыш.

## Притоки
Основные притоки: справа — Кидыш, Курасан, Тогузак; слева — Чёрная, Санарка, Увелька.
(км от устья)
- 7,5 км: река без названия (пр)
- 15 км: река без названия (лв)
- 27 км: река без названия (лв)
- 34 км: Чёрная (47 км) (лв)
- 81 км: река без названия (пр)
- 108 км: Тогузак (246 км) (пр)
- 135 км: Чёрная (лв)
- 154 км: Каракулька (лв)
- Каменка (пр)
- 184 км: Чёрная (пр)
- Бобровка (лв)
- 206 км: Кайрак (пр)
- 209 км: Чернушка (пр)
- 214 км: Увелька (234 км)
- 229 км: Чёрная (пр)
- 230 км: Санарка (90 км) (лв)
- Чернушка (пр)
- Осиповский Лог 1-й (лв)
- Осиповский Лог 2-й (лв)
- Семенов Лог (пр)
- Белый Ключ (пр)
- Каменский Лог (лв)
- Урманский Лог (пр)
- Приплодный Лог (лв)
- 299 км: Чёрная (пр)
- 307 км: Топкий (лв)
- Песочный (лв)
- 324 км: Курасан (79 км) (пр)
- Первая (лв)
- Борознинская (лв)
- Духонин Лог (лв)
- 338 км: Гусар (лв)
- Кочкарька
- 353 км: Кидыш (62 км) (пр)
- Кунград (лв)
- 368 км: Иматка (лв)
- Сорокина (пр)
- 381 км: Глазуновка (пр)
- 389 км: Каморза (пр)
- 396 км: Узельганка (лв)
- Ольховка (лв)
- Кулахты (лв)
- 410 км: Карашар (лв)
- 411 км: Агыр (пр)
- 422 км: Шартымка (пр)
- 426 км: Асыелга (лв)
- 431 км: Краснохты (пр)
- 438 км: Кизникей (пр)
- 442 км: Шардатма (лв)
- Сира-Турский (лв)
- Аркры-Елга (лв)
- 454 км: Юмоза (лв)
- Емазы (пр)
- Батмакайский Ключ (пр)